# Charles Sherrington
Charles Scott Sherrington, född 27 november 1857 i Islington, London, död 4 mars 1952 i Eastbourne, East Sussex, var en brittisk neurofysiolog, histolog, bakteriolog och patolog.

## Biografi
År 1932 erhöll Sherrington, tillsammans med Edgar Adrian, Nobelpriset i fysiologi eller medicin för forskning över nervsystemets fysiologi, i synnerhet reflexerna och hjärnans kontrollfunktioner.
Sherrington var ordförande för Royal Society i början av 1920-talet och invaldes som ledamot av Kungliga Vetenskapsakademien 1926.

## Utmärkelser
- Croonian Medal and Lecture,  1897
- Balymedaljen,  1899
- Föreläsning till Sillimans minne,  1904
- Royal Medal,  1905
- Hedersdoktor vid Strasbourgs universitet,  1927[6][7]
- Copleymedaljen,  1927[8]
- Hedersdoktor vid Sorbonne,  1928[9]
- Nobelpriset i fysiologi eller medicin, med  Edgar Douglas Adrian,  1932[10][11]
- Hedersdoktor vid Lyons universitet,  1946[12]
- Förtjänstorden
- Riddare med storkors av Brittiska imperieorden

[Redigera Wikidata]